# Zhu Yaming
Zhu Yaming, född 4 maj 1994 i Hulunbuir, är en kinesisk friidrottare som tävlar i tresteg. Vid OS 2020 tog han silver i tresteg. Vid VM i friidrott 2022 och vid inomhus-VM i friidrott 2025 tog han brons respektive silver i samma gren.